# Кукарино (Ивановская область)
Кука́рино — деревня в Лежневском районе Ивановской области. Входит в состав Сабиновского сельского поселения. Население 409 человек (2010).

## География
Деревня находится в юго-западной части Ивановской области, в зоне хвойно-широколиственных лесов, около федеральной трассы А113, на расстоянии примерно 12 км (по прямой)  от посёлка городского типа Лежнево, административного центра района, и в в 15 км от города Иваново,  областного центра.  

### Климат
Климат характеризуется как умеренно континентальный, с умеренно холодной снежной зимой и тёплым летом. Средняя температура воздуха самого холодного месяца (января) — −12 °C (абсолютный минимум — −47 °C); самого тёплого месяца (июля) — 18 °C (абсолютный максимум — 37 °C). Продолжительность вегетационного периода в среднем составляет 160 дней.

## История
Ранее имело статус «посёлок».

## Население
| 1859 | 1905 | 2010 |
| ---- | ---- | ---- |
| 79   | ↗130 | ↗409 |

## Инфраструктура
Трудоспособное население трудится на находящемся в посёлке Ивановском линейно-производственном управлении магистральных газопроводов, филиале ООО «Газпром трансгаз Нижний Новгород». Есть магазин, клуб (дом культуры), медпункт, почта, столовая, школа, детский сад.

## Транспорт
Деревня доступна автотранспортом. Остановка общественного транспорта «Кукарино».